# Zo'é
Gli Zo'é  sono un gruppo etnico del Brasile con una popolazione stimata in 177 individui nel 2003.

## Lingua
Parlano la lingua zo'é che appartiene alle lingue tupi-guaraní. Alcuni giovani conoscono qualche parola del portoghese avendolo ascoltato dai membri delle spedizioni ufficiali. Il termine Zo'é, che significa "noi", viene utilizzato dal gruppo solo per differenziarsi dai bianchi o dagli altri gruppi etnici. L'espressione poturu fu utilizzata inizialmente dalla Fundação Nacional do Índio per indicare il gruppo e si riferisce al pezzo di legno con il quale sono soliti incidersi dall'esterno le labbra a mo' di ornamento.

## Insediamenti
Vivono a nord dello stato brasiliano del Pará, a nord del Rio delle Amazzoni, in una zona attraversata da vari piccoli affluenti dei fiumi Cuminapanema e Erepecuru, nel comune di Oriximiná. L'area si presenta come una regione collinare con grandi alberi di noci brasiliane e campi coltivati di manioca.

## Storia
La tribù entrò per la prima volta in contatto con l'esterno nel 1982, per iniziativa dei missionari evangelici della New Tribes Mission; il primo contatto definitivo avvenne nel 1987. A seguito del contatto, gli Zo'é cominciarono a morire per malattie importate dall'esterno (come l'influenza e il morbillo), verso cui non avevano difese immunitarie. Le epidemie devastarono la tribù e tra il 1982 e il 1988 morì circa un quarto della popolazione.
In risposta alla catastrofe il FUNAI, il dipartimento brasiliano agli affari indigeni, ha sviluppato un programma sanitario per la tribù e ha allestito un campo base dotato di un mini ospedale per curare gli Zo'é malati senza doverli trasferire in città. Grazie a questa misure, ora la popolazione si è stabilizzata e sta lentamente ritornando a crescere.

## Organizzazione sociale
Tutti gli Zo'e portano il poturu, una spina di legno che penetra il labbro inferiore, dall'età di sette anni.